# 7935 Beppefenoglio
7935 Beppefenoglio este un asteroid din centura principală de asteroizi.

## Descriere
7935 Beppefenoglio este un asteroid din centura principală de asteroizi. A fost descoperit pe 1 martie 1990 la Observatorul La Silla de Henri Debehogne. Asteroidul prezintă o orbită caracterizată de o semiaxă mare de 3,08 ua, o excentricitate de 0,13 și o înclinație de 0,1° în raport cu ecliptica.